# Leptura sequoiae
Leptura sequoiae es una especie de escarabajo longicornio del género Leptura, categorizada en la tribu Lepturini, de la subfamilia Lepturinae. Fue descrita por Hopping en 1934.

## Descripción
Mide 10-14 mm de longitud.

## Distribución
Se distribuye por Estados Unidos.